# نودادا
دادای نو یا نئودادا (به انگلیسی: Neo-Dada) یک جنبش هنری‌ای بود که شباهت زیادی به جنبش دادائیسم داشت. نئودادا از جنس‌های مدرن، علامتهای محبوب و کنتراست پوچ استفاده می‌کند. فکرهای مختلف آن زمان را در مورد زیبایی هم قبول نمی‌کرد و می‌شود گفت که جنبش نئودادا بر ضد زیبایی بود. کلمه نئودادا را باربارا روز در دهه ۱۹۶۰ معروف کرد و آثار هنری این جنبش عموماً در دهه‌های ۱۹۵۰ و ۱۹۶۰ خلق شده‌اند. 
جسپر جونز، ایوس کلین، روبرت راشنبرگ، کلیس ولدنبرگ و جیم داین از جمله هنرمندان مهمی بودند که در سبک نئودادا آثار هنری خلق کرده‌اند.
نئودادا دلیلی شد که هنر پاپ به وجود بیاید و خیلی وقت‌ها هنر پاپ با نئودادا اشتباه می‌شود.